# Eucariogénese

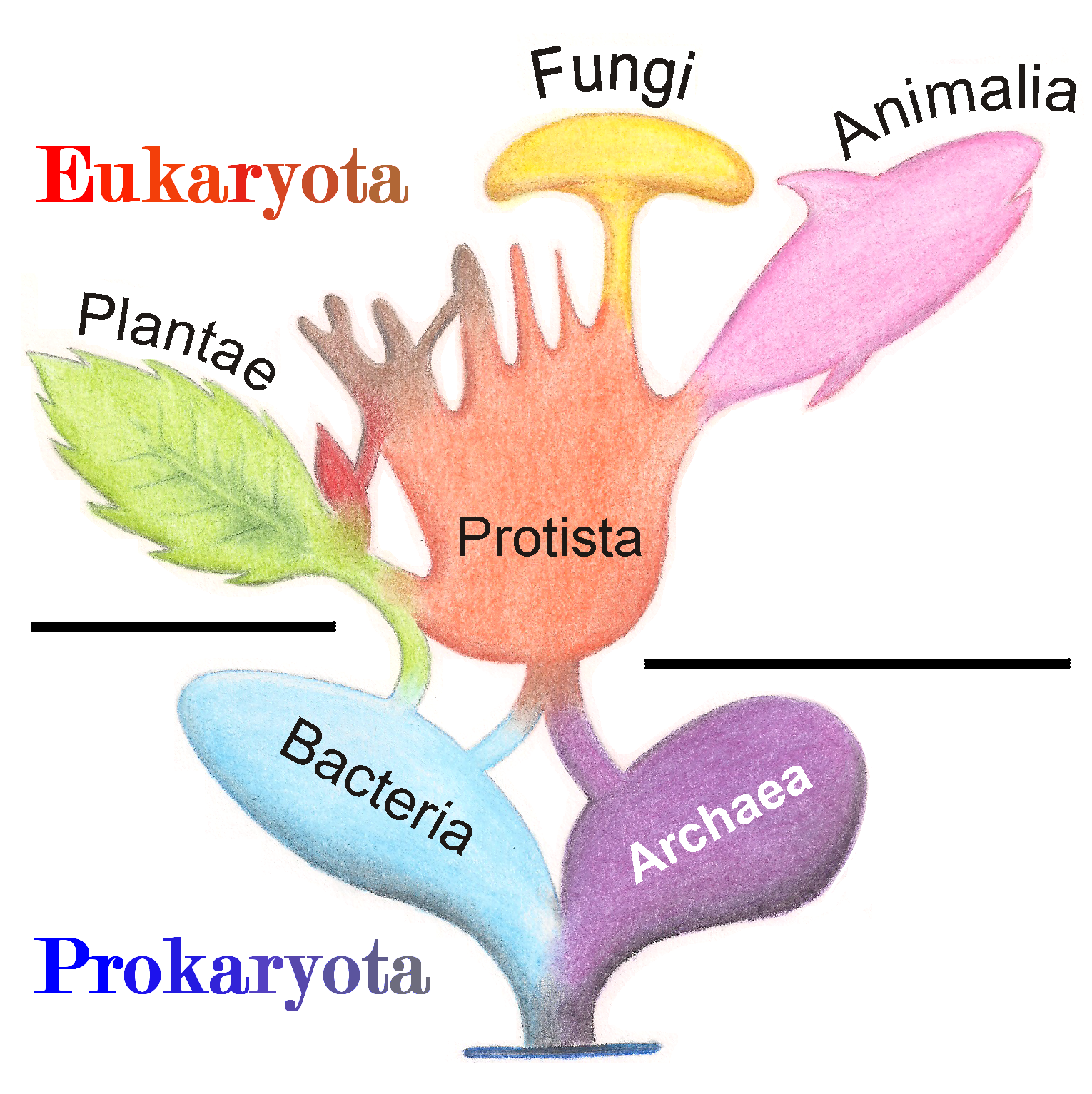
Evolução simbiogenética eucariótica. Atualmente considera-se, como afirmam a maioria das teorias da eucariogénese, que a origem da célula eucariótica é simbiogenética; que ocorreu entre uma archaea hospedeira e uma bactéria endossimbionte. Mais tarde, a simbiose entre um protista e uma bactéria fotossintética deu origem à primeira célula vegetal.

O complexo processo evolutivo que levou à origem dos eucariontes é denominado eucariogénese. A ideia geral considera que os eucariontes têm origem procariótica, dado que os procariontes são organismos mais simples e relacionados com a origem da vida; no entanto, não há acordo sobre os processos que envolveram o aparecimento da primeira célula eucariótica, e foram formuladas muitas teorias que podem ser divididas em dois grupos: teorias simbiogenéticas e teorias autógenas. À luz do conhecimento atual, a teoria mais aceita está dentro do primeiro grupo e é aquela que envolve a fusão biológica por endossimbiose de pelo menos dois organismos procarióticos diferentes: uma archaea e uma bactéria. A evidência sobre alguns casos de simbiose (como a origem das mitocôndrias) é tão importante, que neste momento a sua aceitação é universal e as teorias puramente autógenas podem ser rejeitadas. No entanto, as teorias simbiogenéticas não explicam todo o complexo processo da eucariogénese, por isso alguns autores postulam teorias autógenas-simbiogenéticas, de tal forma que atualmente o debate centra-se em saber se houve primeiro uma fase endossimbiótica e depois outra autógena ou vice-versa.

## História
O processo de eucariogénese assenta em dois aspectos, o primeiro e mais revolucionário é a simbiose entre pelo menos dois ou mais procariotas e o segundo é o processo da grande transformação que originou as múltiplas diferenças que definem o dicotomia procariótica- eucariota. Do ponto de vista histórico, os estudiosos mais notáveis são:
- De Bary': Em 1879, Anton de Bary cunhou o termo simbiose com base nos seus estudos sobre líquenes,[4] postulando a associação viva entre diferentes espécies.
- Shimper: O postulado mais antigo sobre a simbiogénese foi feito em 1883 pelo botânico francês Andreas Schimper, que propôs que a capacidade fotossintética das células vegetais poderia provir da cianobactérias continua presente na natureza e com as mesmas capacidades. Esta descoberta é fundamental para explicar a origem do reino Plantae.
- Altmann: O médico alemão Richard Altmann em 1884, especula que os mitocôndriass são um tipo de parasitas independentes, com o seu próprio metabolismo e chama-lhes "bioblastos". [5]
- Haeckel: Em 1866 Ernst Haeckel cria o grupo Moneres para agrupar as bactérias, definindo-as como microrganismos muito simples sem núcleo. [6] Em 1904 agrupou também as algas verde-azuladas em Moneres e sugeriu, observando os cloroplastos, que as plantas deviam ter evoluído por simbiose entre uma célula verde e outra não -célula verde fagotrófica. Para Haeckel, a diferença entre moneras e outros seres com células nucleadas é a maior em todos os aspectos. [7]
- Escola russa: No início do século XX, em 1909, o russo Kostantin S. Mereschovky apresentou a hipótese segundo a qual os cloroplastos seriam têm origem em processos simbióticos e cunhou o termo simbiose. [8] Conclusões semelhantes foram alcançadas pelos russos Kozo-Polyansky e Andrey Faminstyn que consideraram a simbiose "crucial para a geração de novidades biológicas".[9]
- Portier: Em 1918, o biólogo francês Paul Portier foi o primeiro a propor a origem bacteriana das mitocôndrias. [10] Trabalhando no Instituto Oceanográfico do Mónaco, chegou a esta conclusão observando a analogia dos rizóbios, que são bactérias simbiontes intracelulares (endossimbiontes) localizado nos nódulos radiculares de plantas como leguminosas. Cientistas críticos em França rejeitaram a ideia de que o tecido animal saudável albergasse bactérias como se de uma infecção se tratasse.[11]
- Wallin: Em 1923, o anatomista americano Ivan Wallin também postulou a origem bacteriana das mitocôndrias.[12] Wallin considera o “simbiontismo” como um factor na origem das espécies. [13] No entanto, as ideias de Wallin foram rejeitadas e ridicularizadas, e durante os últimos 40 anos da sua vida, que passou a trabalhar na Escola de Medicina da Universidade do Colorado, evitou pesquisar sobre simbiose. [14]
- Margulis: Em 1967, após várias décadas de obscurantismo com o tema da simbiogénese, Lynn Margulis expõe a sua Endossimbiose serial,[15] alcançando gradualmente grande difusão e popularidade.
- Lake: Em 1984, James A. Lake e colaboradores descobriram que os eucariontes provêm de um antepassado archaea, que é conhecido como hipótese do ovócito. Isto foi corroborado por múltiplas evidências nos últimos anos, refutando assim que a origem eucariótica provém diretamente de um proxeneta.